# Elitserien i bandy för damer 2017/2018
Elitserien i bandy för damer 2017/2018 var en bandyserie för damer i Sverige under säsongen 2017/2018. Skutskärs IF blev svenska mästarinnor efter seger med 3-2 mot AIK i finalmatchen på Studenternas IP i Uppsala.